# 阿迪勒·沙阿王朝
阿迪勒·沙阿王朝（英語：Adil Shahi dynasty）又稱比賈布爾蘇丹國（Bijapur Sultanate），為印度的一個阿拉伯族裔皇朝。該皇朝從1490年至1686年統治印度部分地區。而該皇朝與德干地區的巴赫曼尼苏丹国關係密切。該王朝為穆斯林政教合一的王朝，後被蒙兀兒帝國漸次併吞。

## 历代苏丹
- 優素福·阿迪爾·沙阿 (1490年-1510年)
- 伊斯梅爾·阿迪勒沙阿（英语：Ismail Adil Shah） (1510年-1534年)
- 馬盧·阿迪勒沙阿（英语：Mallu Adil Shah） (1534年)
- 易卜拉欣·阿迪勒沙阿一世（英语：Ibrahim Adil Shah I） (1534年-1558年)
- 阿里·阿迪勒沙阿一世（英语：Ali Adil Shah I） (1558年-1580年)
- 易卜拉欣·阿迪勒沙阿二世（英语：Ibrahim Adil Shah II） (1580年-1627年)
- 穆罕默德·阿迪勒沙阿（英语：Mohammed Adil Shah, Sultan of Bijapur） (1627年-1657年)
- 阿里·阿迪勒沙阿二世（英语：Ali Adil Shah II） (1657年-1672年)
- 西坎達爾·阿迪勒沙阿（英语：Sikandar Adil Shah） (1672年-1686年)